# Ostrów (powiat opatowski)
Ostrów – wieś w Polsce położona w województwie świętokrzyskim, w powiecie opatowskim, w gminie Tarłów.
| SIMC    | Nazwa           | Rodzaj     |
| ------- | --------------- | ---------- |
| 0808475 | Kępa Kolczyńska | przysiółek |
| 0808469 | Kolonia Ostrów  | część wsi  |

Wierni kościoła rzymskokatolickiego należą do parafii św. Jana Chrzciciela w Pawłowicach.
Wieś w powiecie sandomierskim województwa sandomierskiego w latach 70. XVI wieku należała do wojewody krakowskiego Piotra Zborowskiego. . W latach 1975–1998 miejscowość należała administracyjnie do województwa tarnobrzeskiego.
Podczas powodzi w nocy z 7 na 8 czerwca 2010 doszło do przerwania wału przeciwpowodziowego na Wiśle w Ostrowie na długości 120 m. Cała miejscowość została zalana i ewakuowana.